# Вила Адриана
Вижте пояснителната страница за други значения на Адриана.
Вила Адриана (на италиански: Villa Adriana) е разрушена императорска вила в Тиволи, близо до Рим. Вила Адриана е обявена през 1999 г. за обект на световното културно наследство под закрилата на ЮНЕСКО.
Вила Адриана е археологически комплекс от 30 сгради, които покриват площ от около 1 кв. км, построени са между 118 и 134 г. при управлението на римския император Адриан. След смъртта на Адриан вилата продължава да се използва от неговите наследници. По време на упадъка на Римската империя Вила Адриана е изоставена и започва да се руши. През 16 век кардинал Иполито II д’Есте взема голяма част от мраморните статуи на комплекса, за да ги използва за украсата на своята вила, разположена наблизо.
Една от най-впечатляващите постройки на Вила Адриана е т.нар. Морски театър. Той представлява кръгъл басейн с остров по средата, заобиколен от колони. Предполага се, че този „остров“, който е бил достъпен единствено с помощта на подвижен мост, се е използвал от император Адриан като място за усамотение. Богатството на Вила Адриана включва и останки от някогашните театри, гръцка и латинска библиотека, две бани, обширни помещения за гости и персонал на двореца, и официални градини с фонтани, статуи и басейни.